# Confederação Chalca

A Confederação Chalca ou Chalcayotl foi uma confederação composta pelos altépetl (cidades-estado) de Tlalmanalco, Amaquemecan, Chimalhuacán e Tenango Tepopollan todas localizadas na Região do Lago Chalco. Os chalcas foram um dos últimos povos dominados pelos mexicas, esforço que tomou muitos anos do exército da Tríplice Aliança. Foram derrotados em 1465 no reinado de Moctezuma Ilhuicamina se tornando tributários até a chegada dos espanhóis.
Os Chalcas, assim como outros grupos de língua náuatle do Vale do México, relatavam como seu ponto de origem a mítica migração de Chicomoztoc (o lugar das sete cavernas), tinham uma visão de mundo compartilhada e adoravam a deuses mesoamericanos.

## História
Em 1064 os sete grupos que formariam os mexicas migram de Aztlan para Teocolhuacam, após algum tempo se subdividiram em oito grupos que se espalharam pela mesoamérica, 
Em 1162 grupos chichimecas e teotenancas se instalam nas imediações do Lago Chalco (atual Santa Catarina Ayotzingo). E tinham uma boa razão para ocuparem o Chalco, situado na base dos vulcões Iztaccíhuatl e Popocatépetl a região era muito fértil principalmente nas margens do Rio Amecameca nas florestas ao seu redor havia flora e fauna abundantes, além disso, na margem de seus lagos poderiam plantar suas hortas através do sistema chinampa, sobreposição de camada de pedras, juncos e solo para o cultivo de verduras e flores. Além disso a região tinha uma grande acessibilidade a outras regiões chaves quer pelos canais entre os lagos do Vale do México, quer por boas estradas para o sul e o leste .
Em 1230, os Chalcas conquistaram Cuitláhuac, logo depois Mixquic e outras localidades no entorno do lago.
Em 1376 Tezozómoc governante de Azcapotzalco impõe as guerras floridas entre os Chalcas e Tenochcas .
Entre 1446 e 1450 os mexicas liderados por sob Moctezuma I iniciam as hostilidades contra os Chalcas
Em 1465 os Chalcas são definitivamente derrotados pelos astecas, tornando-se tributários da Tríplice Aliança. os nobres chalcas fogem para Huejotzingo.
Em o 1486 tlatoani Mexica Tízoc restitui ao tlatoani Chalca Maxtla  a sua posição .